# Beautiful Joe
Beautiful Joe ist ein US-amerikanisch-britisches Filmdrama von Stephen Metcalfe aus dem Jahr 2000.

## Handlung
Der irischstämmige Joe lebt im New Yorker Stadtteil Bronx. Eines Tages erfährt er, dass er einen Hirntumor hat. Am gleichen Tag verlangt seine Frau die Scheidung.
Joe will die ihm verbliebenen Wochen nutzen und verreist. Er lernt in Louisville Alice Mason kennen, die ihn zuerst bestiehlt. Joe erfährt, dass Alice die Tat beging, weil sie den Kredithaien George The Geek und Elton Geld schuldet.
Joe und Mason, die alleinerziehende Mutter zweier Kinder, kommen sich näher. Joe gerät an einen lokalen Gangster, der Joe einem aus New York angekommenen Killer übergeben will. Es stellt sich jedoch heraus, dass Joe den Mann gut kennt, allerdings ohne zu wissen, welcher Beschäftigung dieser nachgeht. Joe erfährt, dass der Vater seiner Ex-Ehefrau ein Mafiapate ist.
Joe unterzieht sich in einem Krankenhaus der Hirnoperation. Mason und ihre Kinder warten an seinem Bett wenn er aufwacht. Zuerst scheint er sie nicht zu erkennen, dann aber zeigt sich, dass er nur scherzte.

## Kritiken
Janet Branagan schrieb im Apollo Movie Guide, dass die Karriere von Sharon Stone sich im Niedergang befinde, wozu dieser Film beitrage. Die Handlung sei vorhersehbar. Sharon Stone und Billy Connolly würden nicht zusammenpassen; Ian Holm sei fehlbesetzt.
Das Lexikon des internationalen Films meinte: „Ein trotz prominenter Besetzung mit Sharon Stone kleiner Film in Form einer Road-Movie-Romanze, dem seine Wechsel zwischen Komödie und Drama nicht so recht gelingen wollen und dessen Vorhersehbarkeit das Interesse rasch erlahmen lässt.“

## Hintergrund
Der Film wurde in Vancouver gedreht.